# Magnusz
A Magnusz latin eredetű férfinév, jelentése: nagy.

## Gyakorisága
Az 1990-es években szórványos név, a 2000-es években nem szerepel a 100 leggyakoribb férfinév között.

## Névnapok
- szeptember 6.[2]